# 安溪市社
安溪市社（越南语：／）是越南嘉莱省下辖的一個市社。

## 地理
安溪市社东接平定省，西和南接得婆县，北接克邦县和平定省。

## 歷史
阮朝時期，安溪歸平定省平溪縣管轄。啓定二年（1917年），安溪劃歸崑嵩省，隸屬新安縣。
越南共和國時期，安溪屬於波來古省新安郡。1959年3月13日，改名安足郡，划归平定省管辖。
1976年2月，嘉萊-崑嵩省成立，安溪县划归嘉莱-崑嵩省管辖。
1991年8月12日，嘉莱-崑嵩省重新分设为嘉莱省和崑嵩省。安溪县划归嘉莱省管辖。
2003年12月9日，安溪县以秀安社、久安社、双安社、城安社4社和安溪市镇析置安溪市社；安溪市镇分设为安平坊、西山坊、安富坊、安新坊和吴梅坊5坊。
2009年1月19日，秀安社析置春安社，久安坊析置安福坊。

## 行政區劃
安溪市社下辖6坊5社，市社人民委员会位于西山坊。
- 安平坊（Phường An Bình）
- 安富坊（Phường An Phú）
- 安福坊（Phường An Phước）
- 安新坊（Phường An Tân）
- 吴梅坊（Phường Ngô Mây）
- 西山坊（Phường Tây Sơn）
- 久安社（Xã Cửu An）
- 双安社（Xã Song An）
- 城安社（Xã Thành An）
- 秀安社（Xã Tú An）
- 春安社（Xã Xuân An）